# Chutes Athabasca
Pour les articles homonymes, voir Athabasca.
Les chutes Athabasca (en anglais : Athabasca Falls) sont des chutes d'eau situées dans le parc national de Jasper, en amont du cours de la rivière éponyme, à environ 30 kilomètres au sud de la ville de Jasper, et à l'ouest de la promenade des Glaciers (Icefield Parkway).
Ce n'est pas tant leur hauteur (23 mètres) qui est impressionnante, mais leur puissance due à la grande quantité d'eau qui se déverse dans la gorge. Même en automne, lorsque la rivière a tendance à être a son plus bas niveau, il s’écoule encore de grandes quantités d'eau. La rivière « chute » sur une plaque de quartzite dure pour s'enfoncer au travers d'une couche de roches calcaires friables, sculptant la gorge étroite, tout en créant un certain nombre de marmites géantes appelées potholes.
D'une hauteur de 80 pieds (24,38 m) et une largeur de 60 pieds (18,29 m), les chutes Athabasca sont classées 5 sur l’échelle des rapides.

## Galerie

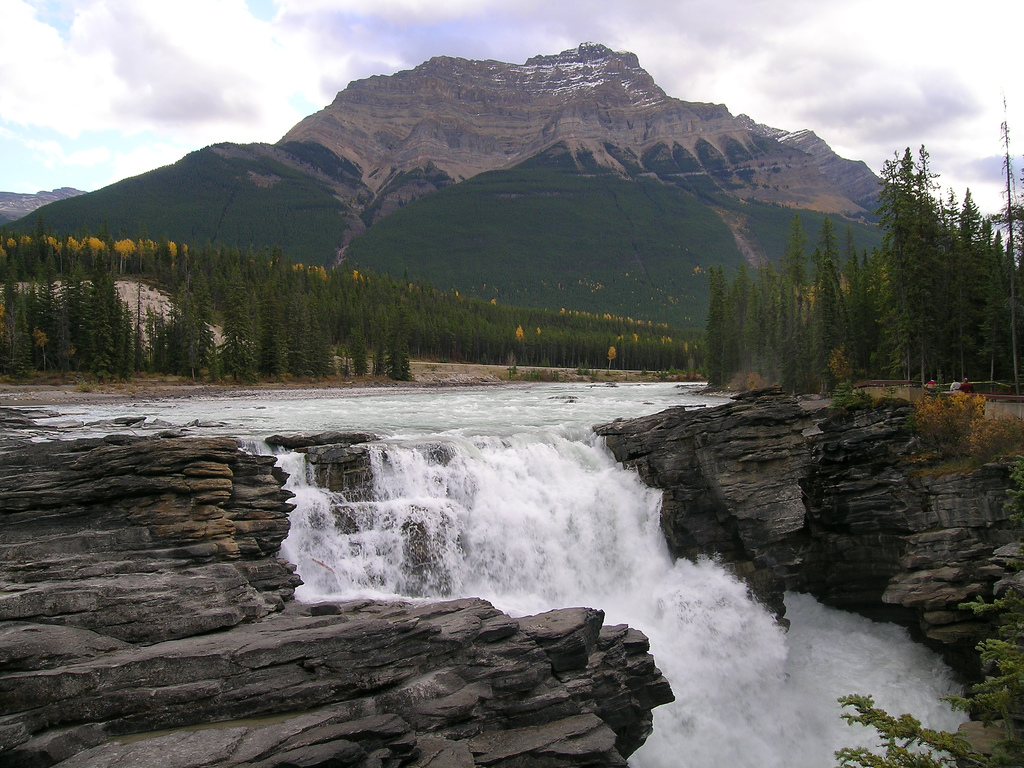
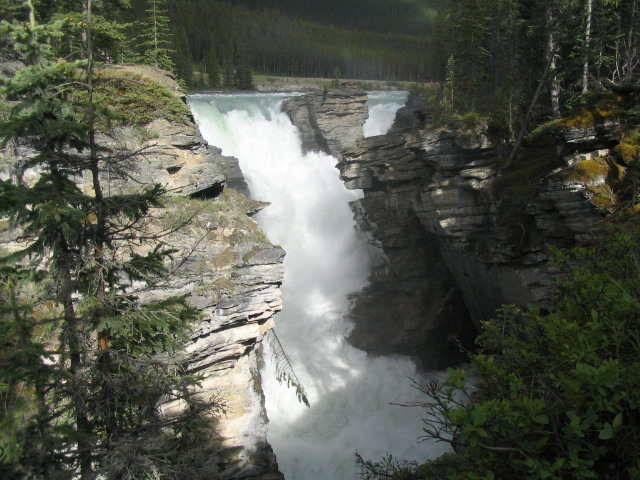
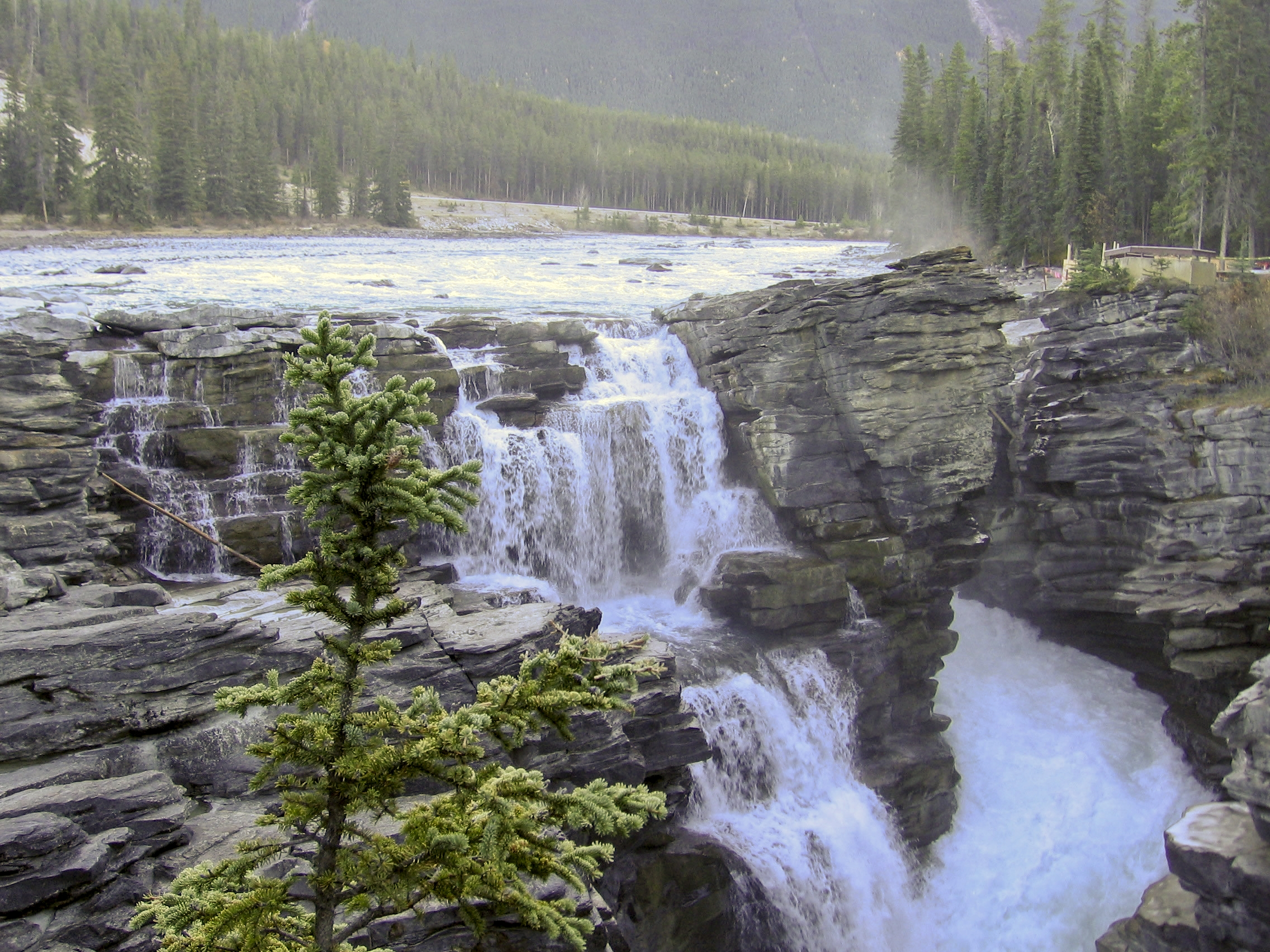
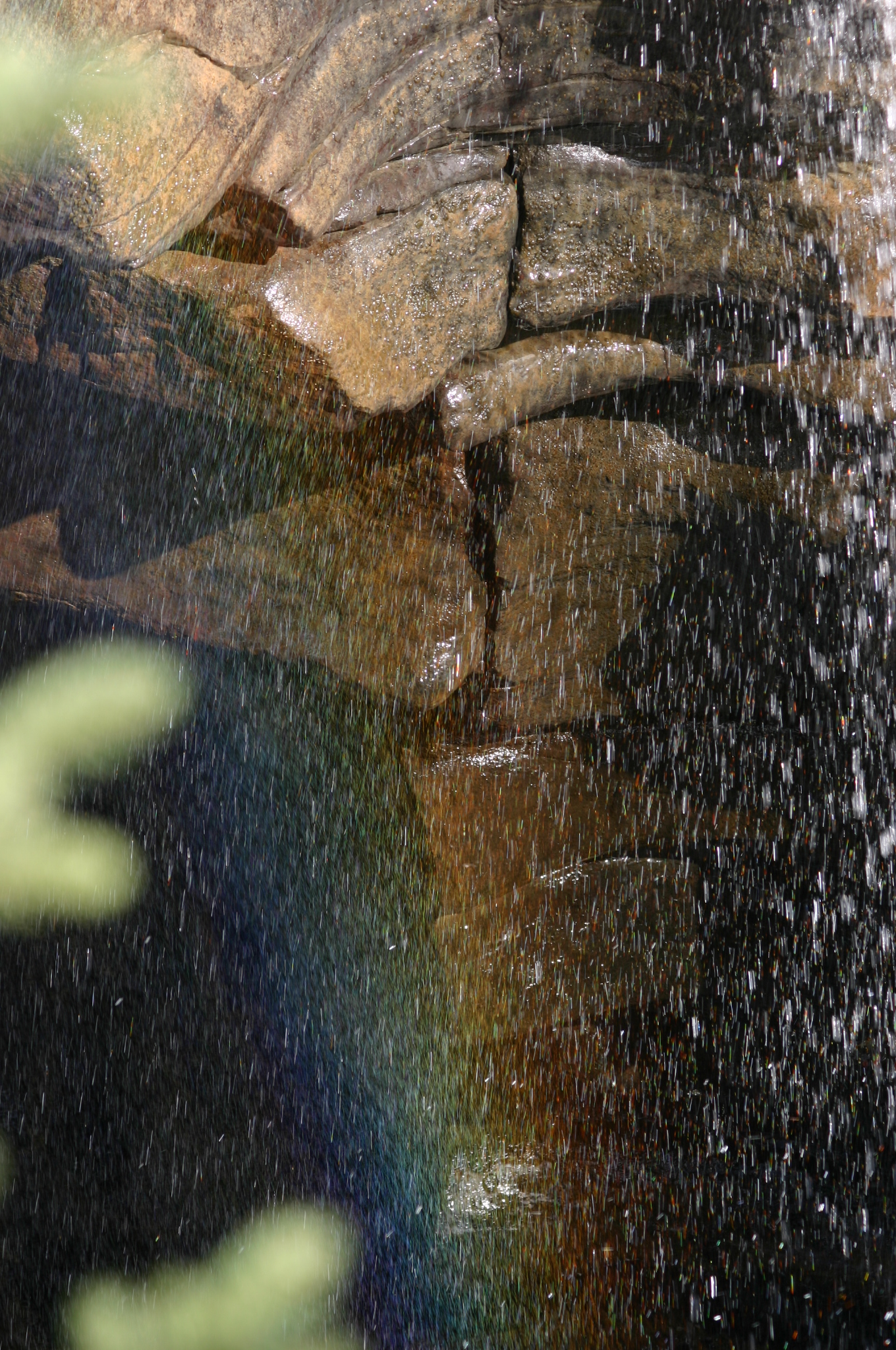
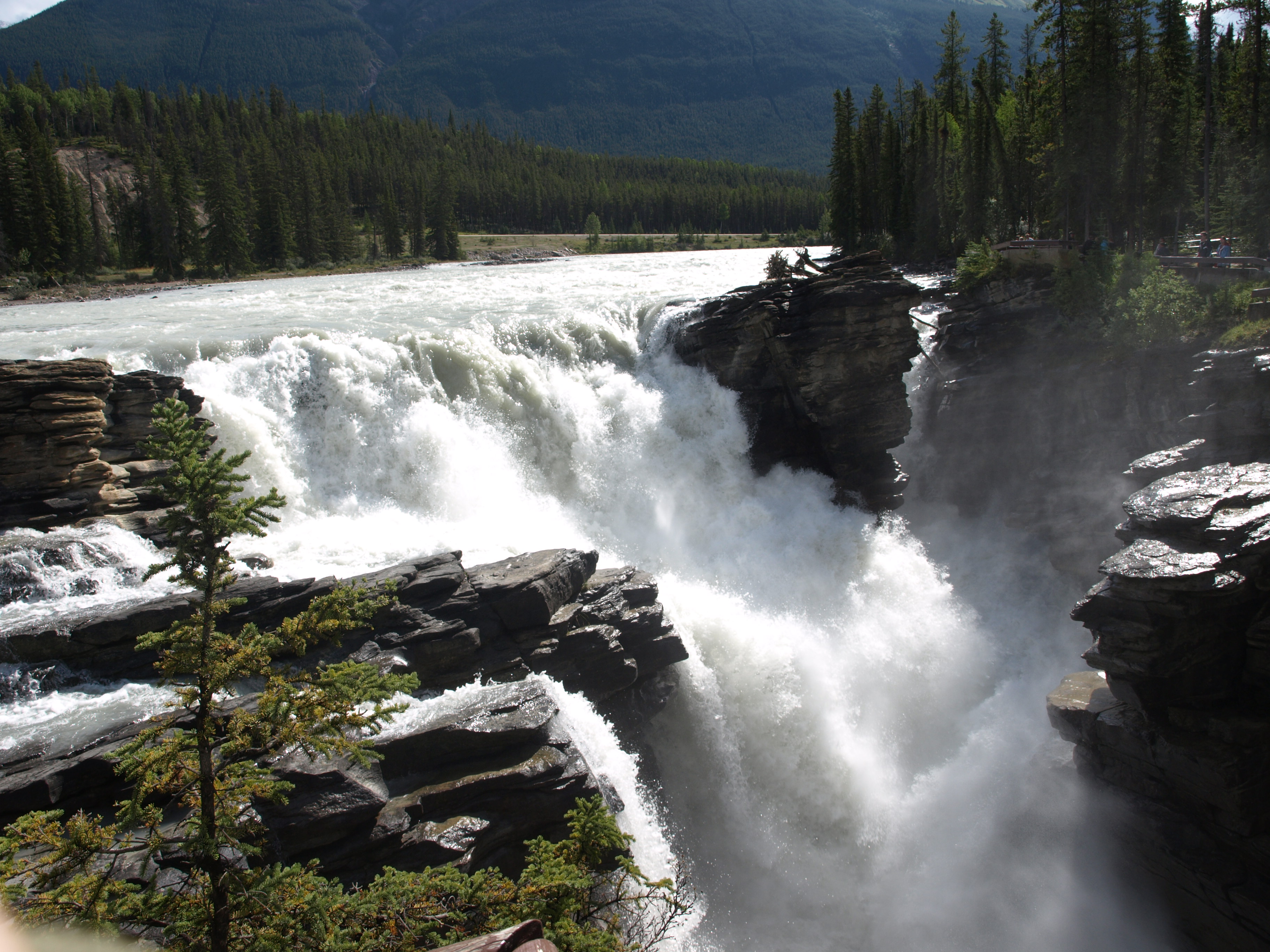
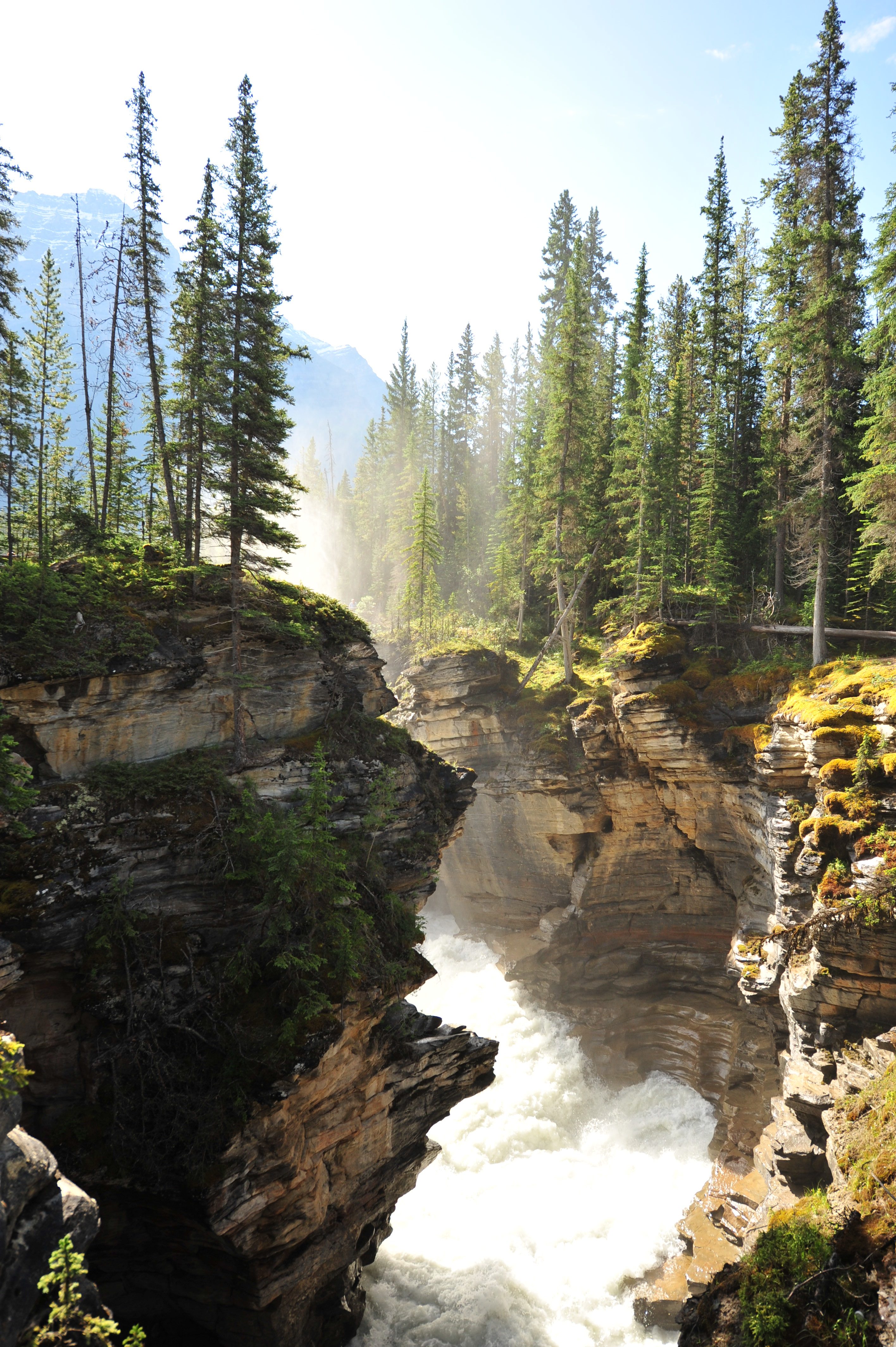